# Hiperuricèmia
La hiperuricèmia es defineix com una concentració d'àcid úric en el plasma superior al límit normal estipulat, que és de 7mg/dl. Els nivells alts d'àcid úric en sang poden ser deguts a un augment de la síntesi d'aquest, a una disminució de la seva eliminació en l'organisme o bé per una combinació de les dues causes, que al cap i a la fi fan que hi hagi una concentració anormal d'aquest àcid a la sang.
La hiperuricèmia no és una malaltia en si mateixa, però pot induir a manifestacions clíniques tals com l'artritis gotosa, la urolitiasi i la disfunció renal. És a dir, a mesura que augmenta el nivell d'àcid úric en sang, també creix de manera proporcional el risc de patir una d'aquestes malalties. L'artritis gotosa –també anomenada gota- és la malaltia que més freqüentment s'associa a la hiperuricèmia, i és causada per l'acumulació de microcristalls, com l'urat monosòdic, en els teixits. Aquest fet es posa de manifest en les estructures articulars i periarticulars, en el teixit cel·lular subcutani i en els ronyons.
Per classificar la hiperuricèmia s'utilitzen diferents criteris. D'una banda diferenciem la hiperuricèmia primària de la secundària. En el primer cas es tracta d'un trastorn la causa del qual és innata, que no té la seva arrel en factors externs, mentre que en el segon cas parlem d'hiperuricèmia adquirida. D'altra banda, és més útil classificar la hiperuricèmia segons la causa immediata que la provoca: l'augment de la producció d'urats, la disminució de l'excreció d'àcid úric o una combinació d'ambdós factors.

## Metabolisme de l'àcid úric

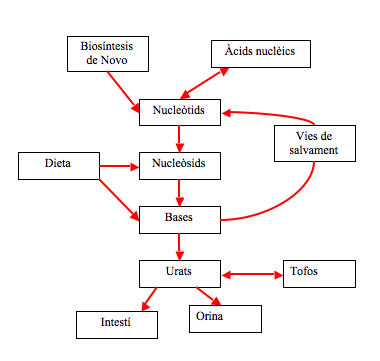
Metabolisme de l'acid úric (adaptat de Principios de Medicina Interna de l'editorial McGrau Hill)

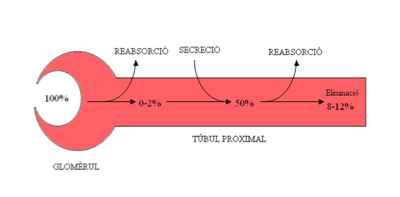
Esquema del control de l'àcid úric en el ronyó. Els components es mostren com un percentatge de la filtració d'urats (adaptat de Principios de Medicina Interna de l'editorial McGrau Hill)

L'àcid úric és el producte final del catabolisme de les purines. Aquestes són bases nitrogenades, compostos orgànics heterocíclics aromàtics que formen part dels àcids nucleics. Així doncs quan aquests es degraden augmenta la concentració d'àcid úric. L'àcid úric és un àcid feble, i la seva forma ionitzada són els urats, que predominen en el plasma, en el líquid extracel·lular i en el líquid sinovial, la majoria en forma d'urat monosòdic (al voltant del 98% en un pH de 7,4).
La concentració plasmàtica d'urat depèn de diversos factors, bàsicament de l'edat i el sexe però també del pes, la talla, el consum d'alcohol, la tensió arterial i la funció renal. Com que el plasma –a temperatura fisiològica- se satura d'urat a concentracions de 415µmol/L (6,8mg/100ml), quan hi ha concentracions superiors hi ha el risc que es formin cristalls d'urat que precipitin. L'orina, en canvi, queda saturada d'àcid úric –en un pH de 5,0- en concentracions entre 360 i 900 µmol/L (6 a 15mg/100ml) i entre 9480 i 1200 µmol/L (158 i 200mb/100ml) en un pH de 7. Les formes iòniques més presents són l'urat monosòdic i disòdic, l'urat potàssic, l'urat amoníac i l'urat càlcic.
En tots els teixits es dona la síntesi de nucleòtids de purina i la seva degradació, però l'urat únicament es pot sintetitzar en aquell teixits que contenen xantina-oxidasa, és a dir, bàsicament l'intestí prim i el fetge. El contingut de purines de l'aliment i la velocitat de biosíntesi, degradació i salvament de purines serà el que determinarà la síntesi d'urats. És a dir, la quantitat total d'urats en el cos serà la diferència entre la síntesi –influïda per la ingestió de purines i velocitats de síntesi de novo de purines a partir de precursors no purínics- i l'eliminació d'urats –per la via intestinal i la urinària-. Normalment, entre 2/3 i 3/4 parts s'elimina mitjançant els ronyons i la majoria de la part restant a través de l'intestí.
El control renal de l'àcid úric consta de quatre etapes: filtració glomerular, reabsorció tubular, secreció i reabsorció post secretora. Aquesta primera es realitza de forma passiva i la quantitat d'àcid úric filtrada dependrà de la seva concentració en el plasma. Seguidament, en el túbul proximal, al voltant d'un 98% de la càrrega filtrada és reabsorbida de forma activa. Després d'aquest procés es produeix una secreció tubular activa en el túbul proximal que es pot veure inhibida per alguns fàrmacs o en pacients amb malalties renals. Probablement, la forma que més es dona d'hiperuricèmia és a causa de problemes en aquesta secreció tubular, que està determinada genèticament. Per acabar, es dona la reabsorció post secretora. Així doncs, la càrrega filtrada en el glomèrul i l'equilibri entre la reabsorció i la secreció tubulars són el que determinen essencialment l'excreció renal de l'àcid úric. Per aquesta raó, si es dona una disminució del filtrat glomerular s'afavorirà l'aparició de la hiperuricèmia.

## Causes d'hiperuricèmia

### Producció incrementada d'urats

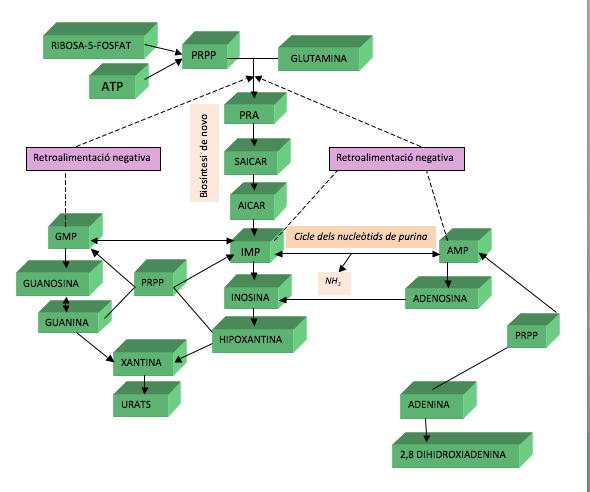
Esquema abreviat del metabolisme de les purines (adaptat de Principios de Medicina Interna de l'editorial McGrau Hill)

L'augment de la concentració d'àcid úric en sang per sobre de la concentració sèrica en proporció amb el contingut de purines a l'organisme és causa directa d'hiperuricèmia.
Aquest augment pot provenir de fonts exògenes, com de la dieta, o bé de fonts endògenes. Una dieta rica en aliments amb un gran contingut d'àcids nucleics -i, per tant, de purines- com el fetge, el tim, el pàncrees i les anxoves contribueix a augmentar-ne la concentració, mentre que la restricció del consum de purines contribueix a reduir-la. Com a font endògena podríem citar la biosíntesi de purines en l'organisme (vegeu l'esquema). La taxa de biosíntesi d'aquestes purines i, per tant, també d'àcid úric és controlada en part per la amidofosforribosiltransferasa (amido PRT), un enzim format per la unió de fosforibosilpirofosfat (PRPP) i glutamina. La funció d'aquest enzim és catalitzar el pas de fosforibosilpirofosfat a 5-fosforribosilamina mitjançant l'escissió del grup amino de la cadena lateral de la glutamina. Aquesta reacció és clau en la síntesi de purines.
Hi ha una segona ruta implicada també en la síntesi de purines, en la qual l'enzim fosforribotransferasa d'hipoxantina (HPRT) catalitza la combinació de les bases púriques hipoxantina i guanina amb fosforibosilpirofosfat (PRPP) per formar ribonucleòtids IMP i monofosfat de guanosina.
La degradació accelerada de nucleòtids de purina també pot causar hiperuricèmia. En aquest cas aquesta degradació va associada a canvis cel·lulars ràpids, a proliferació cel·lular o a mort de les cèl·lules. Això passa, per exemple, durant crisis blàstiques leucèmiques, a causa de l'aplicació de tractaments contra tumors malignes. Una altra causa que pot produir hiperuricèmia és la degradació massiva d'ATP en el múscul esquelètic durant una pràctica excessiva d'exercici físic o a causa d'episodis d'epilèpsia, entre d'altres.

### Disminució de l'excreció de l'àcid úric
Una altra explicació que justifica nivells alts d'àcid úric en el 90% dels casos és la presència d'un trastorn en el control de l'eliminació d'aquest àcid, és a dir, un mal funcionament renal. Aquest mal funcionament és el que provoca que una gran part d'àcid úric no s'elimini normalment i, per tant, la seva concentració dins l'organisme augmenti. L'alteració d'aquesta eliminació pot ser conseqüència de diferents fenòmens: 
- Reducció de la filtració glomerular: En aquest cas el que succeeix és que es redueix el volum de fluid que es filtra des dels capil·lars glomerulars del ronyó fins a l'interior de la càpsula de Bowman. Així doncs, el ronyó no permet que es filtri adequadament la sang i com a conseqüència els urats no s'eliminen en la seva totalitat. Aquesta reducció no ocasionarà un tipus d'hiperuricèmia primària, però sí que contribuirà al patiment d'hiperuricèmia d'insuficiència renal.
- Disminució de la secreció tubular: és el principal factor que contribueix a la hiperuricèmia secundària. Altres factors externs com la cetoacidosi diabètica, la intoxicació per etanol i l'acidosi làctica entre d'altres, contribueixen a l'acumulació d'àcids orgànics tals com el lactat o el cetoacetat que competeixen directament amb l'àcid úric per la secreció tubular. Així, la hiperuricèmia, en aquest cas, es deu a la incapacitat de reabsorbir l'àcid úric i portar-lo al lloc on ha de ser secretat. L'alcohol també provoca hiperuricèmia perquè augmenta la producció d'urats i disminueix l'excreció d'àcid úric. A més, el consum d'alcohol accelera la degradació d'ATP (ja hem vist com està relacionat aquest fet amb la hiperuricèmia) i també pot causar hiperlactacidèmia, que bloqueja l'excreció d'àcid úric. Per acabar, l'alt contingut de purines en begudes alcohòliques com la cervesa també provoquen aquest efecte.

### Ambdós
Hi ha causes de la hiperuricèmia que són de tipus mixt, de manera que augmenten la producció d'àcid úric i, al mateix temps, en disminueixen l'excreció. L'alt consum d'alcohol n'és un exemple: en augmentar la síntesi d'àcid làctic augmenta
```
la producció d'àcid úric; a més, accelera la degradació dels 
nucleòtids
 d'adenina i, al mateix temps, disminueix la seva excreció degut a la deshidratació que comporta. L'alta ingesta de 
fructosa
 també pot derivar en hiperuricèmia perquè un producte del seu metabolisme interfereix en el de les purines, incrementant la producció d'àcid úric i alhora la síntesi de purines. A més, inhibeix l'excreció d'àcid úric, perquè competeixen pel mateix transportador. Per acabar, la fam extrema fa que el cos hagi de degradar els seus propis teixits rics en purines per obtenir energia, d'aquesta manera augmentarà la quantitat de purines que es converteixen en àcid úric. També disminueix la seva excreció degut a la competició pel transport entre les 
cetones
 i l'àcid úric.
```

## Valoració de la hiperuricèmia
Tot i la gran varietat de medicaments i tractaments que existeixen per fer front a la hiperuricèmia, aquesta no representa necessàriament una malaltia. No tothom que la pateix pren medicaments llevat que sigui una hiperuricèmia severa. La decisió d'iniciar un tractament recau en observar la causa que ha desencadenat l'aparició de la patologia, com també de les possibles conseqüències que pot tenir pel pacient. Normalment els mateixos nivells d'àcid úric ja són un indicatiu de la causa de la hiperuricèmia, ja sigui per un augment de la producció d'àcid úric com per una disminució de la seva excreció.

## Complicacions de la hiperuricèmia

### Gota
Com ja hem dit anteriorment, la hiperuricèmia està estretament relacionada amb l'artritis gotosa, és més, és la seva causa potencial. Cal dir, però, que no tots els individus amb alts nivells d'urats en sang presenten aquesta malaltia, tot i que diversos estudis recents afirmen que la seva prevalença està augmentant arreu del món i particularment en els països desenvolupats.
La gota està relacionada amb dietes riques en purines i greixos saturats i també amb begudes alcohòliques i que continguin alts nivells de fructosa, a la vegada que també pot estar estretament lligada a altres malalties com l'obesitat, la hipertensió i la resistència a la insulina.
El que succeeix en l'organisme d'una persona que té artritis gotosa és que la concentració d'urats en el plasma arriba al seu punt de saturació. Aleshores aquests urats formen cristalls que tendeixen a acumular-se en teixits pobres en vascularització, com els teixits articulars, periarticulars, subcutanis i l'interstici renal, tot acumulant-s'hi i formant-hi dipòsits. Els atacs de gota es produeixen quan aquests cristalls s'alliberen al líquid sinovial i indueixen una resposta inflamatòria del sistema immunitari. Si el nivell elevat d'urats en sang persisteix al llarg del temps, aquests episodis són cada vegada més freqüents fins que causen un procés inflamatori crònic que pot arribar a provocar la destrucció massiva de les articulacions. A més a més, aquest alliberament de cristalls al líquid sinovial de les articulacions no provoca sempre una resposta inflamatòria idèntica. A través de diversos estudis experimentals provats en animals s'ha pogut observar que en la resposta immunitària de vegades actuen diferents tipus de cèl·lules humorals.
Quan aquests cristalls són fagocitats per cèl·lules monocitàries no diferenciades que es troben al mateix líquid sinovial, es produeix un alliberament d'interleuquines i neutròfils, que activen enzims capaços de deteriorar les articulacions on es produeixen els atacs. En aquest cas, els atacs es produiran en diverses ocasions de manera continuada (és a dir, contribuiran a l'artritis gotosa crònica). En canvi, quan en la resposta inflamatòria la fagocitosi es duu a terme per macròfags diferenciats hi ha absència d'interleuquines i neutròfils i, per tant, també de deteriorament. A més a més, els macròfags no només eviten aquestes lesions, sinó que també van associats a factors de transformació beta (TGF-beta), els quals contribueixen a limitar el fenomen d'inflamació i, per tant, a evitar la seva perpetuació.
Aquests atacs de gota presenten una classificació específica basada en les característiques diferencials que s'han observat en diferents individus que pateixen la mateixa malaltia.

#### Gota aguda
En aquest cas els símptomes associats als atacs de gota i la inflamació apareixen molt ràpidament- en un període d'entre 12 i 24 hores-. Abans que es desenvolupi l'atac, l'individu presenta diversos símptomes, com molèsties articulars- també conegudes com a “aures gotoses”-, malestar general, febre i evidència d'eritemes en articulacions dels dits del peu o de la mà, és a dir, lesions cutànies de color vermellós provocades per l'augment de l'arribada de torrent sanguini, el qual està associat a una resposta inflamatòria. Aquests atacs solen afectar les articulacions dels dits, turmells, genolls i canells.
Normalment aquests tipus d'atacs només afecten a una articulació, ja que els atacs que n'afecten diverses són més propis en persones amb gota crònica.

#### Gota crònica
A diferència de la gota aguda, en aquests tipus d'atacs el pacient pot mostrar-se asimptomàtic, de manera que la inflamació no es produeix tan ràpidament ni tampoc mostra els seus indicis de manera tan evident. Així doncs, és possible que físicament no es faci evident cap signe que ens indiqui que s'està produint un atac de gota i que, per tant, aquest passi desapercebut. Tanmateix el que sol passar és que el pacient mostra una limitació de la mobilitat de les articulacions, induïda per aquesta acumulació de cristalls, a més d'altres símptomes com una certa deformació articular i dolor quan s'intenta mobilitzar la zona crítica.

#### Tractament de la gota

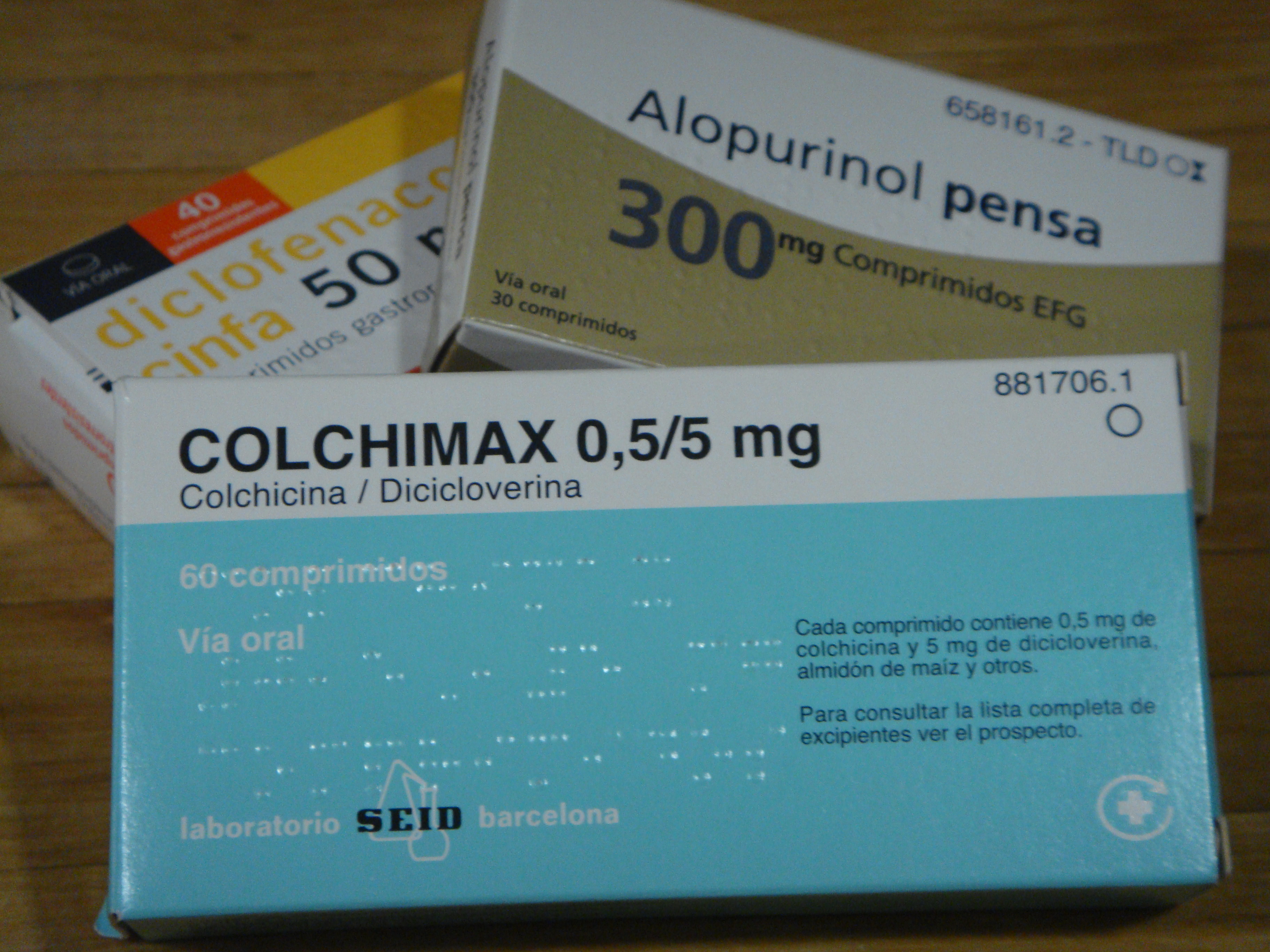
Medicaments per al tractament de la hiperuricèmia i la gota

Mesures físiquesAixí, mesures com el repòs i l'aplicació local d'apòsits freds són útils per alleugerar el dolor i combatre la inflamació. Ocasionalment es pot fer un buidatge per punció d'un embassament (quan sigui molt important) de l'articulació inflamada.
Tractament farmacològicEs basa sobretot en l'ús d'antiinflamatoris no esteroidals (AINE) (principalment la indometacina); rarament s'utilitzen els glucocorticoides. També s'utilitza la colquicina, que actua com un modulador de la resposta immunològica.
Caldrà també un tractament per evitar nous atacs, com es refereix més avall en l'apartat del Tractament de la hiperuricèmia.

### Altres complicacions
A més de la gota, la hiperuricèmia també pot ocasionar alguns trastorns renals com la nefrolitiasi, la nefropatia per urats i la nefropatia per àcid úric.

#### Nefrolitiasi
Es tracta d'un trastorn que afecta el sistema urinari provocant la formació de càlculs d'àcid úric en els ronyons o les vies urinàries. La causa de la formació d'aquests càlculs és la precipitació de compostos de l'orina. La nefrolitiasi per àcid úric apareix sovint en persones que pateixen artritis gotosa.

#### Nefropatia per urats
Es caracteritza per la presència de cristalls d'urats en l'interstici medul·lar acompanyada d'una gran reacció inflamatòria. És un trastorn infreqüent que es diagnostica en presència d'artritis gotosa, ja que per si sol pot ser asimptomàtic o relacionar-se amb altres trastorns com la hipertensió o la insuficiència renal.

#### Nefropatia per àcid úric
En aquest cas la patologia es dona quan l'àcid úric precipita en els túbuls renals i col·lectors, tot obstruint el pas de l'orina. Naturalment aquest tipus de nefropatia se sol donar després que en l'organisme d'una persona hi hagi un episodi d'elevada concentració d'àcid úric. A més, si la persona presenta un quadre d'acidosi o deshidratació la formació d'aquests cristalls d'urat es veu afavorida.

## Tractament
El tractament de la hiperuricèmia recau en els tres focus principals que poden desencadenar la patologia. Es tracta doncs sobre la concentració d'àcid úric a la sang, el pH i la temperatura, tot i que el primer n'és el principal desencadenant.

### Concentració
La hiperuricèmia es reduirà quan la concentració de l'àcid úric sigui suficient per a permetre que els cristalls que es formen als teixits i a les articulacions es puguin dissoldre i d'aquesta manera incorporar-se a la sang perquè puguin ser excretats. S'ha demostrat que reduir els nivells d'àcid úric per sota de 5 mg/dl és suficientment eficaç per a poder assegurar la dissolució dels cristalls i també per prevenir els atacs de gota que estan associats a la hiperuricèmia, encara que el temps durant el qual això és efectiu no s'ha pogut establir. Cal destacar que la millor manera de controlar la hiperuricèmia és mantenir estables els nivells d'àcid úric un cop s'hagin aconseguit reduir, per això el tractament contra la hiperuricèmia s'ha de mantenir de manera indefinida excepte que per un canvi en la dieta els nivells s'estabilitzin per si mateixos.
Els medicaments que més s'utilitzen per reduir-ne la concentració són principalment dos: els que actuen inhibint la xantina oxidasa i per altra banda els uricosúrics. Les recomanacions envers l'inici del tractament varien en opinions. Hi ha metges que recomanen iniciar-lo tan bon punt es detectin els primers símptomes però n'hi ha d'altres que aconsellen esperar que hagin passat alguns atacs. Encara que no s'hagi arribat a un acord sobre l'inici del tractament, sembla basant raonable actuar de manera precoç.

Estructura de l'al·lopurinol

En relació als medicaments, el més utilitzat és l'al·lopurinol (EFG, Zyloric). És un medicament eficaç en la majoria dels pacients i sobretot és segur, ja que moltes vegades l'ús de medicaments contra aquesta malaltia s'associen a una disfunció hepàtica. L'al·lopurinol disminueix la concentració d'àcid úric a la sang i a l'orina inhibint la xantina-oxidasa, l'enzim que catalitza l'oxidació de la hipoxantina a xantina i d'aquesta a àcid úric. Així es redueix la quantitat final d'àcid úric que es produeix a conseqüència del catabolisme de les purines. A més, també converteix la hipoxantina i la xantina en ribonucleòtids, els quals actuen com a inhibidors de l'amidofosforibosil-transferasa, enzim que s'encarrega d'iniciar la biosíntesi de les purines i que actua com a limitant de la ruta metabòlica. Per això, l'ús d'al·lopurinol redueix tant l'àcid úric com les purines.
Es considera que la dosi màxima diària és de 800 mg, sempre que el pacient no pateixi de disfunció renal. Es recomana començar amb una dosi de 100 o 150 mg/dia i anar incrementant la dosi cada setmana per evitar una disminució sobtada de la hiperuricèmia. A més, també s'aconsella que uns dies abans d'iniciar el tractament s'iniciï la ingesta de colquicina (Colchicina).
Altres medicaments que s'utilitzen per al tractament de la hiperuricèmia són els uricosúrics i el febuxostat (Adenuric). Els primers actuen disminuint la reabsorció tubular renal d'àcid úric, per la qual cosa n'augmenten la seva excreció, permetent que la seva concentració en sang i orina disminueixi. Cal esmentar que aquests medicaments no són d'ús freqüent, només es recepten en el cas d'aquells pacients amb intolerància a l'al·lopurinol. I per acabar, un altre medicament que també s'utilitza en el tractament de la hiperuricèmia és el febuxostat. Aquest medicament és similar a l'al·lopurinol, ja que també afecta la xantina-oxidasa, però el seu mecanisme d'acció és diferent, ja que es tracta d'un fàrmac que actua de manera no competitiva, inhibint el centre actiu de la xantina-oxidasa. Aquest fet impedeix que l'enzim dugui a terme les reaccions que ja s'han esmentat en l'apartat corresponent de l'al·lopurinol.
Rarament i en cas d'intolerància a la colquicina i en l'inici del tractament amb l'al·lopurinol, caldrà un tractament amb AINEs.

### pH
Un altre dels punts de tractament de la hiperuricèmia és el pH de l'orina, ja que tot i que la hiperuricèmia es defineix com un augment de la concentració d'àcid úric a la sang, els seus efectes també recauen sobre altres solucions com és l'orina. La presència d'una quantitat per sobre del que es considera normal (7,0 mg/dL) pot derivar en casos extrems en la formació de càlculs renals d'àcid úric en els ronyons, patologia que es coneix com a nefrolitiasi. La solució a aquesta acidificació de l'orina és el tractament amb hidrogencarbonat de sodi, citrat de potassi o citrat de magnesi. També s'ha de destacar que els medicaments que actuen disminuint l'acidesa del pH de l'orina solen incloure acetoazolamida.

### Temperatura
L'àcid úric és més soluble a temperatures per sobre dels 37 °C, que és la temperatura de la sang. A les articulacions, la temperatura és lleugerament més baixa situant-se en 32 °C, la qual cosa afavoreix la deposició dels cristalls d'àcid úric en aquestes zones. A causa de la seva temperatura de precipitació es recomana que les persones que pateixen d'hiperuricèmia i que normalment se'ls deriva en atacs de gota que mantinguin calentes les zones que solen estar-ne afectades. Això suposaria una manera de reduir-ne els efectes, juntament amb els medicaments adequats que ja s'han esmentat.